# Facciamo un affare
Facciamo un affare è stato un programma televisivo italiano di genere game show, in onda nella primavera 1980 alla sera su Telemontecarlo condotto da Walter Chiari e dal 1985 al 1986, in mattinata, su Canale 5. Il programma, condotto da Iva Zanicchi nella sua seconda edizione, ha segnato il debutto dell'"Aquila di Ligonchio" come conduttrice.
Il gioco a quiz, tratto dal format statunitense Let's Make a Deal condotto da Monty Hall in onda a più riprese su vari network, può essere considerato un derivato del ben più noto Ok, il prezzo è giusto! (in effetti, era registrato nello stesso studio di quest'ultimo). La meccanica del gioco era semplice: a concorrenti scelti casualmente tra il pubblico in sala erano proposti degli "affari", ovverosia, erano offerti loro dei premi di medio valore. Spettava, poi, al concorrente decidere se scambiarli con un premio misterioso celato dietro una delle tre "vetrine" che poteva essere notevolmente più ricco (come, ad esempio, un'automobile) o di scarso, o nullo, valore e comunque tendenzialmente ridicolo (per esempio, un'automobile vecchia privata di ruote, sportelli e parabrezza). Questa tipologia di affari poteva essere sostituita anche da minigiochi (come scegliere in quale busta fra tre era celato un assegno da parecchi milioni di lire o stimare entro un certo range il prezzo del premio offerto). Al termine del programma era, infine, proposto a un fortunato concorrente un "Super Affare" del valore di parecchie decine di milioni di lire. Il tutto consisteva nello scegliere la vetrina giusta, evitando il premio di medio valore e, chiaramente, quella vuota.
La sigla di chiusura del programma nella sua seconda edizione era la canzone Da domani senza te incisa da  Iva Zanicchi e pubblicata su 45 giri.